# La Savoisienne
La Savoisienne est un tableau réalisé par le peintre français Edgar Degas vers 1860. Cette huile sur toile est un portrait en buste d'une jeune fille vêtue du costume traditionnel de la Savoie, dont l'annexion par la France est contemporaine de l'œuvre. Celle-ci est conservée au Rhode Island School of Design Museum, à Providence, dans le Rhode Island, aux États-Unis.